# Кортес, Милтон
Милтон Кортес Суарес (исп. Milton Cortez Suarez, 5 июня 1962, Тринидад, Бени,Боливия) — известный мексиканский актёр, певец и композитор боливийского происхождения.

## Биография
Родился 5 июня 1962 года в Тринидаде. В 1972 году в возрасте 10 лет он переехал в Санта-Крус-де-ла-Сьерра и с этого момента началась его певческая карьера — он вошёл в музыкальную группу электронной музыки, в 1975 году издал свой первый сольный альбом на грампластинках, с этого же момента начинается его карьера композитора, после чего издал ещё три альбома на грампластинках. Вскоре после этого решил получить высшее образование и переехал в Бразилию, где недолго проучившись на строителя, решил продолжить дальше начатое дело. Решил получить ещё одно образование в области актёрского мастерства и переехал в Стокгольм, за время учёбы познакомился с композитором и музыкантом Бьёрном Йоханссоном, и тот помог Милтону записать два новых альбома на новый вид носителей — компакт-диск. Продажи дисков актёра и певца у него на родине в Боливии бьёт все рекорды по их реализации, вскоре он переехал в Майами. Его приглашают в Мексику известные режиссёры, чтобы тот сделал карьеру и там и тот согласился и посвятил этой стране дальнейшие годы своей жизни, при этом он, зная несколько языков успел сняться в некоторых странах Европы. Милтон Кортес продолжает выпускать новые музыкальные альбомы и по-прежнему остаётся самым востребованным латиноамериканским певцом.

## Фильмография

### Мексика

#### Televisa
- 1999-2000 — Лабиринты страсти — Хавьер
- 1999-2000 — Мечты юности — Рамон
- 2001-02 — Страсти по Саломее — Давид Эль Матадор

#### TV Azteca
- 1996 — Я не перестану любить тебя — Руди
- 1998 — Сеньора (совм. с Coral) — Эдгар

#### Фильмы
- 1995 — Иона и розовый кит — Григота (Боливия, Мексикой)
- 2007 — Анды не верят в Бога — Хоакин Авила (Боливия)
- 2012 — Турне поколения
- 2013 — Забытое — доктор Бенавидес (Боливия)
- 2000 — Сыновья ветра (Италия, Португалией, Испанией и Мексикой)